# José Luis Manzano (attore)
José Luis Manzano Agudo (Madrid, 20 dicembre 1962 – Madrid, 20 febbraio 1992) è stato un attore spagnolo famoso per essere stato esponente del Cinema quinqui e attore-feticcio di Eloy de la Iglesia.

## Biografia

### Primi anni
Nato a Madrid il 20 dicembre 1962, José Manzano trascorre la sua infanzia tra una parcela en Virgen de la Torre (Vicálvaro) e l'UVA (Unidad Vecinal de Absorción) di Vallecas. Non ha ricevuto un'istruzione primaria e all'età di dodici anni ha iniziato a lavorare come cameriere in alcune cantine del quartiere di Vallecas, dove subirà un incidente che danneggerà la sua colonna vertebrale. Una volta operato, sarà costretto a rimanere per mesi confinato a letto nell'ospedale di San Rafael. L'incidente gli lascerà conseguenze fisiche per tutta la vita.

### Carriera cinematografica
Nel 1978 incontrò per la prima volta il regista cinematografico Eloy de la Iglesia. L'anno seguente il regista, alla ricerca di attori non professionisti, lo sceglie come protagonista del film Navajeros, un film sulla delinquenza giovanile in Spagna dalla sociologia marxista. Nel film Manzano verrà doppiato dall'attore Ángel Pardo. Il film ottenne un buon successo al botteghino e José Luis Manzano ha ricevuto diversi elogi dalla stampa per la sua interpretazione. Molti stimati registi vollero lavorare con lui, ma Eloy de la Iglesia impedirà la cosa a parte l'esperienza del film Barcelona Sur ed una parte che Manzano interpretò nella miniserie televisiva spagnola Los pazos de Ulloa.
Nel 1982 Manzano fu protagonista di Colegas, un film a basso costo girato tra amici insieme a Pirri, Antonio e Rosario Flores, Enrique San Francisco e Pedro Nieva Parola.
Nel 1983 recitò nel ruolo di Paco in Overdose, un film sulle varie dipendenze soprattutto su quella per l'eroina. Il film si rivelò il più grande successo commerciale della carriera di Eloy de la Iglesia ed uno dei film spagnoli di maggior incasso negli anni '80. L'anno seguente Manzano tornò ad interpretare Paco nel sequel del film, El pico 2.
Nel 1987 Manzano si sposò, ma nonostante ciò non smise mai di convivere con Eloy de la Iglesia. Il matrimonio fu molto infelice e durò poco. In quello stesso periodo, nonostante il grande successo del film La estanquera de Vallecas, Eloy de la Iglesia non ricevette più credito a causa dei cambiamenti del sistema del cinema spagnolo promosso dal nuovo governo cadendo nell'ostracismo e nella totale marginalità e questo segnò la fine della carriera di Manzano come attore.

### Gli ultimi anni
Pedro Cid, un sacerdote operaio di Getafe, lo aiutò nel suo percorso di disintossicazione e nel secondo semestre del 1989 Manzano smise di fare uso di eroina e si riconciliò con Eloy de la Iglesia.
Nel 1990 iniziò a frequentare gli studi audiovisivi nella speranza di poter tornare a recitare. Tuttavia in quel periodo il cinema spagnolo era in piena crisi e Manzano, irrimediabilmente, era considerato come attore esclusivo di Eloy de la Iglesia e stigmatizzato come un tossicodipendente. Fu grazie all'intercessione di Ramón Colom che ottenne un posto nella società di produzione televisiva Spinto TV.
Nel luglio 1991 Manzano venne arrestato con l'accusa di aver derubato un pedone sulla Gran Vía di Madrid e, nonostante non avesse precedenti penali, il giudice, al suo primo giorno d'incarico, decise di condannarlo a otto mesi di carcere nella prigione di Carabanchel, insieme a tossicodipendenti e malati di AIDS. Nonostante fosse molto rispettato, non riuscì ad adattarsi alla vita in carcere e riprese a fare uso di droghe. Disperato e sconvolto, accettò di rilasciare un'intervista ad un giornalista per attirare l'attenzione del mondo dell'arte. L'intervista ebbe luogo all'interno del carcere di Yeserías, dove Manzano stava scontando una condanna di secondo grado, in regime di semi-libertà. L'intervista venne pubblicata sulla rivista Interviú nel gennaio 1992. In essa José Luis affermò che ciò di cui si rammaricava di più era il consumo di droghe e di aver così sprecato le molte opportunità che la vita gli aveva offerto. Nell'intervista dichiarò anche la sua innocenza nella rapina della quale era stato condannato e che le uniche persone che avevano continuato ad essere al suo fianco erano state Pedro Cid e sua madre.
Successivamente si scoprì che, in realtà, Manzano aveva dato un passaggio a un tossicodipendente appena diciottenne che si rivelò essere il vero autore del crimine. In ogni caso, secondo il codice penale spagnolo vigente all'epoca, l'ex attore venne condannato come corresponsabile per la sua mera presenza sulla scena.
L'ultimo giorno di gennaio 1992, Manzano, dopo aver ottenuto la libertà, è entrato in un esclusivo ospedale dove ha eseguito con successo la cura di disintossicazione di quattordici giorni. Successivamente è entrato in un programma di reintegrazione dell'Asociación Punto Omega a Móstoles. Pochi giorni dopo, Manzano lasciò il centro volontariamente.
Nel pomeriggio del giorno seguente, il 20 febbraio 1992, il suo corpo senza vita venne rinvenuto in un appartamento al numero 5 di Calle Rafael del Riego di proprietà di Eloy de la Iglesia. L'autopsia rivelò che la causa della morte era un'overdose di eroina. Venne sepolto il 22 febbraio 1992, nel Cementerio Sur di Madrid. I servizi sociali del consiglio comunale di Madrid si sono fatti carico delle spese di sepoltura. Nel 2002, i suoi resti furono cremati e dispersi in un cinerario comune per il mancato pagamento del rinnovamento della sepoltura.

## Filmografia

### Cinema
- Navajeros, regia di Eloy de la Iglesia (1980)
- Barcelona sur, regia di Jordi Cadena (1981)
- Colegas, regia di Eloy de la Iglesia (1982)
- Overdose (El pico), regia di Eloy de la Iglesia (1983)
- El pico 2, regia di Eloy de la Iglesia (1984)
- La estanquera de Vallecas , regia di Eloy de la Iglesia (1987)
- Policía, regia di Álvaro Sáenz de Heredia (1987)

### Televisione
- Los pazos de Ulloa – miniserie TV (1985)